# 耶稣会初学院 (阿维尼翁)
阿维尼翁耶稣会初学院（Noviciat des Jésuites d'Avignon）是法国阿维尼翁的一座历史建筑，由耶稣会建于1589年，作为初学生进行学习的初学院。1768年，路易十五将耶稣会士逐出法国，该建筑改做他用，1852年成为公产。1950年12月13日该建筑列为法国历史古迹。目前该建筑主要用于文化和旅游活动，也是阿维尼翁节的表演场地之一。